# 2006 CH69
2006 CH69, também escrito como 2006 CH69, é um objeto transnetuniano (TNO) que está localizado no cinturão de Kuiper, uma região do Sistema Solar. Este corpo celeste é classificado como um cubewano. Ele possui uma magnitude absoluta de 6,5 e tem um diâmetro estimado com cerca de 100 km. Este objeto é um sistema binário, o outro componente, o S/2010 (2006 CH69) 1, possui um diâmetro estimado em cerca de 82 km.

## Descoberta
2006 CH69 foi descoberto no dia 3 de fevereiro de 2006 pelos astrônomos P. A. Wiegert e A. Papadimos através do Observatório de Mauna Kea que está situado no Havaí.

## Órbita
A órbita de 2006 CH69 tem uma excentricidade de 0,041 e possui um semieixo maior de 46,044 UA. O seu periélio leva o mesmo a uma distância de 44,165 UA em relação ao Sol e seu afélio a 47,923 UA.